# Приозёрное (Амурская область)
Приозёрное — село в Ивановском районе Амурской области, Россия. Входит в Среднебельский сельсовет.

## География
Село Приозёрное стоит в 4 км от левого берега реки Белая (левый приток Зеи) и в 10 км от левого берега реки Зея.
Дорога к селу Приозёрное идёт на северо-запад от районного центра Среднебельского сельсовета села Среднебелая, расстояние — 5 км.
Расстояние до районного центра Ивановского района села Ивановка (через Среднебелую и Берёзовку) — 46 км.
От села Приозёрное на северо-запад идёт дорога к селу Троицкое.

## История
В 1971 г. решением Амурского облисполкома Совета депутатов трудящихся присвоить наименование населенному пункту пятого отделения совхоза «Среднебельский» — село Приозёрное.
В 1984 году решением Амурского облисполкома Совета депутатов трудящихся от 29.08.1984 года в целях улучшения обслуживания населения село Приозерное передано из состава Приозерного сельсовета в административное подчинение Среднебельского поселкового Совета народных депутатов с территорией общей площадью 57 га.

## Население
| 2002 | 2010 | 2012 | 2013 | 2014 | 2015 | 2016 |
| ---- | ---- | ---- | ---- | ---- | ---- | ---- |
| 213  | ↘206 | ↘201 | ↘197 | ↘192 | ↘190 | ↘185 |
| 2017 | 2018 |      |      |      |      |      |
| ↘184 | →184 |      |      |      |      |      |

## Инфраструктура
- Сельскохозяйственные предприятия Ивановского района.
- В окрестностях села Приозёрное расположены воинские части Восточного военного округа.